# 南图希诺区
南图希诺区（俄語：район Южное Тушино）是莫斯科西北行政区的一区，面积7.94平方公里，人口112,628人。斯霍德尼亚站和特里科塔日内站在该区内。